# Árnyékosztag
Az Árnyékosztag (eredeti cím: Shadow Force) 2025-ben bemutatott amerikai akcióthriller, amelyet Joe Carnahan és Leon Chills forgatókönyvéből Carnahan rendezett. A főbb szerepekben Kerry Washington, Omar Sy, Mark Strong, Da’Vine Joy Randolph és Cliff "Method Man" Smith látható.
Az Amerikai Egyesült Államokban 2025. május 9-én került a mozikba. Magyarországon június 12-én mutatták be az ADS Service forgalmazásában. Általánosságban negatív visszajelzéseket kapott a kritikusoktól és alul teljesített a jegypénztáraknál; mindössze 4,3 millió dollárt hozott a 40 millió dolláros költségvetésével szemben.

## Cselekmény
Nyolc évvel korábban Kyrah Owens és Issac Sarr többnemzetiségű különleges egység, egy titkos CIA-műveleti csapat, az Árnyékosztag vezetői voltak, amely az Egyesült Államok kormányának érdekében likvidálásokat hajtott végre Jack Cinder irányítása alatt. Azonban Issac és Kyrah egymásba szerettek, Kyrah teherbe esett, és úgy döntöttek, eltűnnek a radarról, hogy nyugalomban felneveljék gyermeküket. Cinder, akinek ingatag a természete és nehezen viseli a vereséget, soha nem bocsátott meg nekik „árulásukért”, különösen, mivel obszesszíven érdeklődött Kyrah iránt. Cinder később elhagyta a CIA-t, és végül a G7 főtitkára lett, ám múltbeli tevékenysége nemrégiben az Egyesült Államok Főfelügyelői Hivatalának figyelmébe került.
Mivel Cinder folyamatosan küldi az egységeit a kiiktassukra, Kyrah csaliként működik: elcsalja a bérgyilkosokat a családjától, és egyesével likvidálja őket. Egy napon azonban Issac és Ky véletlenül belekeverednek egy bankrablásba. Amikor az egyik rabló fenyegetni kezdi Kyt, Issac azonnal közbelép, és harcképtelenné teszi őket, ezzel azonban a nyilvánosság figyelmét is magára vonja. Cinder meglátja a felvételt, és rájön, Sarréknak gyereke van, ezért feketelistára teszi őket a G7 képviselői előtt, és összehívja az Árnyékosztag többi tagját, hogy levadásszák őket.
Issac fiával, Kyjal együtt visszavonul egy elrejtett menedékhelyre a kolumbiai dzsungelben, ahol később Kyrah is csatlakozik hozzájuk. Mivel Ky élete veszélyben forog, Issac és Kyrah úgy döntenek, hogy megelőzik Cindert, és támadásba lendülnek, mielőtt ő végezhetne velük. Segítségül hívják Kyrah rokoni és CIA-s kapcsolatait, Marvellát és Avery-t. Amikor a Sarr család új rejtekhelyre indul, alig menekülnek meg egy Árnyékosztag által szervezett rajtaütésből, ami miatt elkezdik gyanítani, hogy Marvella vagy Avery árulhatta el őket. Cartagenába érve, Kyrah különválik a családtól, és felhívja Cindert, követelve egy személyes találkozót Cartagena melletti magánszigetén, különben felfedi minden sötét titkát az OIG előtt. Miközben Kyrah a szigetre tart, Issac és Ky Bogotában találkozik Marvellával és Avery-vel.
A szigeten Kyrah és Cinder feszült újratalálkozása odáig fajul, hogy Kyrah rálő Cinderre, de a lövést hatástalanítja egy speciálisan készített kevlármellény, amit Kyrah nem vett észre. Eközben Issac, Ky, Marvella és Avery az Árnyékosztag fogságába esnek, és szintén a szigetre kerülnek. Ott kiderül, Avery volt Cinder beépített embere, amit Marvella már régóta gyanított. A helyzet azonban váratlan fordulatot vesz, amikor Cinder legközelebbi emberei, Patrick és Parker felfedik, hogy valójában az OIG különleges ügynökei, akiket Cinder illegális tevékenységeinek leleplezésére rendeltek ki. Lövések dördülnek, a harc során Cinder, Patrick és Parker is megsebesülnek, az Árnyékosztag többi tagja pedig életét veszti. Miközben Marvella és Ky elkapják menekülő Avery-t, Kyrah egy robbanószerkezet csapdájának esik áldozatául, és Cinder foglyul ejti. Amikor Issac megérkezik, Kyrah némán engedélyt ad neki, hogy vállon lője, így lehetőséget adva Cinder megölésére.
Hat hónappal később, a Sarr család visszatér a civil életbe. Kyrah telefonhívást kap Marvellától, aki úgy döntött, hogy egy új, erkölcsileg igazságosabb Árnyékosztagot alapít, és meghívja Kyrah-t, ő azonban egyelőre visszautasítja az ajánlatot. Miközben Ky születésnapját ünneplik, Kyrah elárulja Issacnak, hogy újra várandós.

## Szereplők
| Szerep              | Színész                  | Magyar hang     | Leírás                                                                             |
| ------------------- | ------------------------ | --------------- | ---------------------------------------------------------------------------------- |
| Kyrah Owens         | Kerry Washington         | Németh Borbála  | Az Árnyékosztag egykori társvezetője „Ombra” fedőnéven                             |
| Issac Sarr          | Omar Sy                  | Galambos Péter  | Az Árnyékosztag egykori társvezetője „Sombra” fedőnéven                            |
| Ky Sarr             | Jahleel Kamara           | Mohácsi Levente | Kyrah és Issac fia                                                                 |
| Jack Cinder         | Mark Strong              | Epres Attila    | Az Árnyékosztag korábbi alapítója és igazgatója, valamint a G7 jelenlegi főtitkára |
| Nénike / Marvella   | Da’Vine Joy Randolph     | Makay Andrea    | Kyrah idősebb nővére és magas rangú CIA-tisztviselő                                |
| Bácsika / Avery     | Cliff "Method Man" Smith | Tokaji Csaba    | Nénike férje és Kyrah sógora                                                       |
| Patrick             | Marshall Cook            |                 | Cinder személyes segítője és titkos OIG ügynök                                     |
| Parker              | Ed Quinn                 |                 | Cinder egyik fő ügynöke, aki titokban az OIG ügynöke                               |
| Cysgod              | Krondon                  |                 | Árnyékosztag egykori ügynöke                                                       |
| Anino               | Jénel Stevens-Thompson   |                 | Árnyékosztag egykori ügynöke                                                       |
| Scath               | Sala Baker               |                 | Árnyékosztag egykori ügynöke                                                       |
| Moriti              | Natalia Reyes            |                 | Árnyékosztag egykori ügynöke                                                       |
| Varjo               | Yoson An                 |                 | Árnyékosztag egykori ügynöke                                                       |
| Aloka               | Carlos Rei del Castillo  |                 | Cinder egyik fő ügynöke                                                            |
| híradós műsorvezető | Jake Tapper              |                 |                                                                                    |

### Magyar változat
- Magyar szöveg: Szalai Eszter
- Hangmérnök: Kelemen Tamás
- Vágó: Orosz Dávid
- Szinkronrendező: Kosztola Tibor
- Produkciós vezető: Kovács Anita

A szinkront a Dream Voice Stúdió készítette el.

## A film készítése
2019. augusztus 16-án Leon Chills Árnyékosztag című forgatókönyvét Kerry Washington produkciós cége, a Simpson Street, valamint Sterling K. Brown Indian Meadows és Steven „Dr.” Love Made in Love Media produkciós cége vásárolta meg, majd ugyanezen év szeptemberében a Lions Gate Entertainment megszerezte a film forgalmazási jogát. 2020. október 26-án Victoria Mahoney-t szerződtették a film rendezésére, a forgatókönyvet Joe Carnahan írta át Chillsszel. 2022. április 8-án Carnahan váltotta Mahoney-t a rendezői székben.
A bejelentéssel együtt Washington és Brown kapták meg a főszerepeket. 2022. április 8-án Omar Sy váltotta Brownt. 2022 augusztusában Da’Vine Joy Randolph, Method Man, Mark Strong, Jahleel Kamara, Krondon, Natalia Reyes, Yoson An és Ed Quinn csatlakozott a szereplőgárdához. 2022. szeptember 16-án Jénel Stevens-Thompson és Marshall Cook szerepet kapott a filmben.
2022. augusztus 30-án Kolumbiában megkezdődtek a forgatási munkálatok. 2022 októberében Washington és Quinn megerősítette, hogy a forgatás befejeződött.

## Bemutató
Az Árnyékosztagot az Amerikai Egyesült Államokban 2025. május 9-én mutatták be a mozikban. Az eredeti, 2025. május 2-i megjelenési dátumról későbbre halasztották, hogy kihasználják az anyák napi hétvégét, és elkerüljék a Marvel Studios Mennydörgők* című filmjével való versengést.

## Fogadtatás

### Bevételi adatok
A film a nyitóhétvégén 2170 moziban 2 millió dollárt hozott, és a hatodik helyen végzett a jegypénztáraknál. A Deadline Hollywood a bemutatót követően arról számolt be, a film körülbelül 10 millió dollárt veszít a stúdiónak.

### Kritikai visszhang
A Rotten Tomatoes weboldalon 32%-os értékelést kapott 37 pozitív kritika alapján, az átlagértékelése 4,7 pont a 10-ből. A Metacritic oldalán 100-ból 27 pontot kapott 6 kritika alapján, ami „általánosságban kedvezőtlen” értékelést jelent. A CinemaScore által megkérdezett közönség átlagosan „B” osztályzatot adott egy A+-tól F-ig terjedő skálán, míg a PostTrak által megkérdezettek 54%-a azt mondta, mindenképpen ajánlaná a filmet.
Clint Worthington a RogerEbert.com-tól a négyből egy csillagot adott a filmre, és azt írta: "Persze, a forgatókönyv béna és a karakterek rosszak, de ezt majdnem megbocsátanám, ha az akció jó lenne. Sajnos úgy tűnik, Carnahan elvesztette a kézügyességét, az intenzív harci koreográfia néhány villanását elhomályosítja a halvány megvilágítás vagy a szétszórt vágás."
Peter Debruge a Variety-tól a következőt írta: „a film törekszik a John Wick-féle hiperbolikus akció szintjére anélkül, hogy rendelkezne az ehhez szükséges magas szintű harci koreográfiával vagy vizuális látványvilággal. A szinte teljes egészében Kolumbiában forgatott film helyszínei és P. Erik Carlson díszlettervei olyan előnyök, amelyeket Juan Miguel Azpiroz szélesvásznú operatőri munkája nem használ ki teljes mértékben, nem adva sem durvaságot, sem eleganciát egy olyan anyagnak, amely az egyiket vagy a másikat használhatná.”